# Genèse des jeux vidéo de simulation
Vous lisez un « bon article » labellisé en 2017.
La genèse des jeux vidéo de simulation s'étend du début des années 1950 aux années 1960, décennies pendant lesquelles plusieurs programmes informatiques de simulations militaires, et économiques dans le civil, sont réalisés, en particulier par la RAND Corporation, un centre de recherche travaillant pour les forces armées des États-Unis. À l'origine, ces jeux permettent à l'armée de tester ses stratégies ou de former ses dirigeants à la gestion de conflits armés. Certaines sont notables, comme Hutspiel en 1955, ou la série de simulations Sigma ayant servi dans les années 1960 durant le conflit de la guerre du Viêt Nam et dont les plus notables sont Sigma I-64 et Sigma II-64. Elles suscitent l'intérêt et la création de simulations économiques dans le domaine civil, telles que The Management Game en 1958, créée par Carnegie Tech à Pittsburgh.
Si de nombreux documents concernant d'autres créations précurseuses dans ce domaine depuis la fin des années 1940 ont pu être retrouvés, ces simulations ne sont cependant pas accessibles au public et il est difficile d'obtenir des informations sur leur existence ou leur utilisation. Toutes ces simulations militaires ne sont pas des jeux vidéo dans la mesure où un humain doit interpréter les ordres des joueurs et les résultats, et les ordinateurs ne gèrent que les choix des ennemis. De plus, il apparaît qu'elles se focalisent sur la complexité algorithmique plutôt que sur les aspects ergonomiques, à l'opposé des premiers jeux de l'histoire créés pour le divertissement tels que le Nimrod et surtout OXO, qui sont de leur côté des adaptations de simples jeux. Si ces programmes informatiques sont uniquement destinés à un usage sérieux, ils restent cependant les ancêtres des jeux de gestion qui éclosent sur les ordinateurs personnels au début des années 1980. Il faut attendre les années 1970 pour voir apparaître, sur ordinateur central, les premiers wargames visant à divertir.

## Contexte

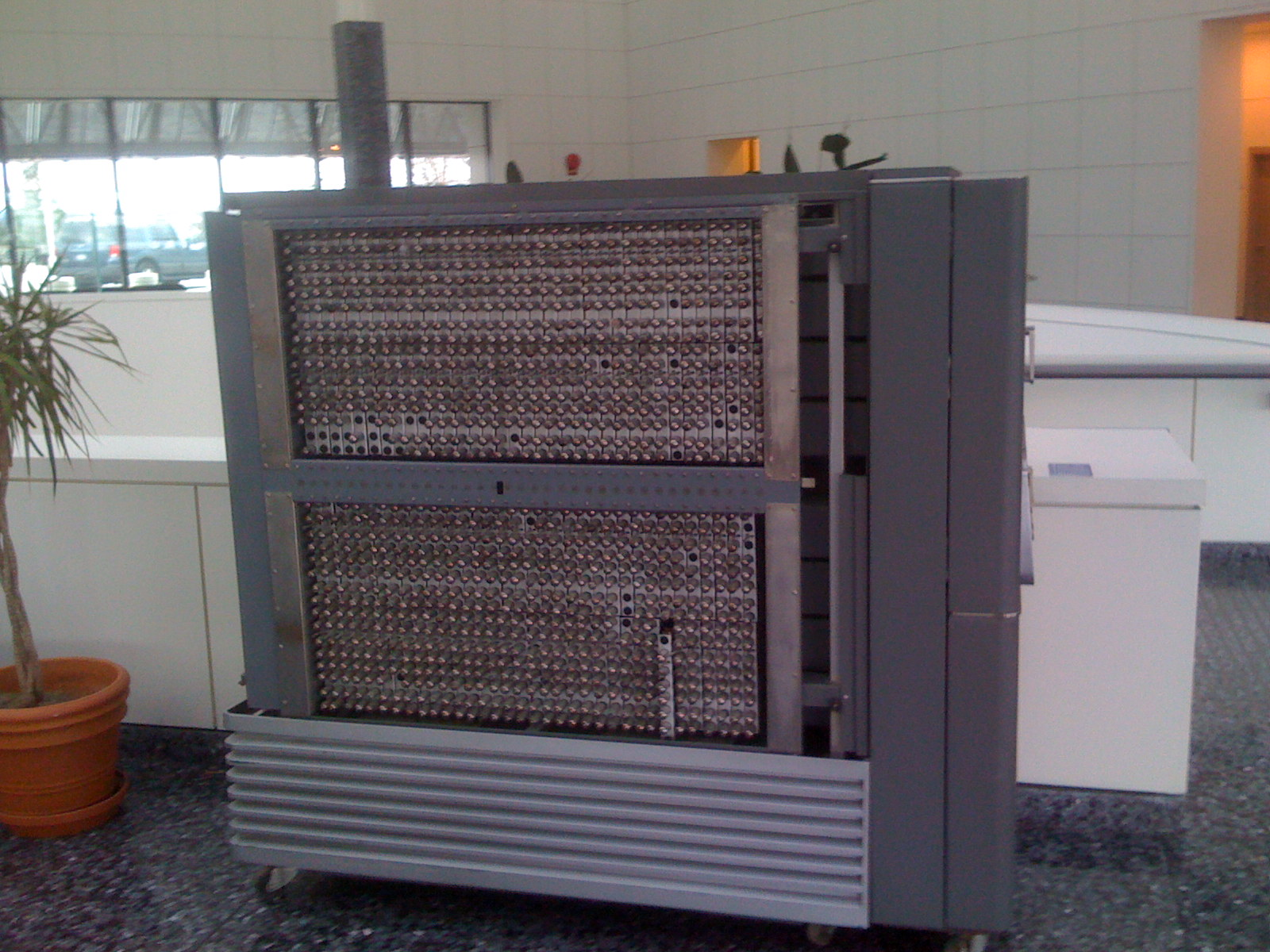
Unité centrale de l'ordinateur IBM 701, sur lequel fonctionnent les premières simulations militaires en 1952.

Pendant la période de la guerre froide, l'armée américaine investit énormément dans la recherche, d'autant plus que le monde entier bénéficie des avancées technologiques réalisées par l'armée en collaboration avec l'industrie et la recherche universitaire. Ces travaux débouchent sur la création de nombreuses technologies également utiles à la société civile, en particulier l'informatique. Par ailleurs, bien avant l'apparition des ordinateurs, les généraux des armées du monde entier ont recours aux jeux de guerre pour s'entraîner. Parmi les projets financés par l'armée américaine, certains se focalisent donc logiquement sur la réalisation de jeux informatiques. Elle est ainsi impliquée dans les premières simulations informatiques. Les premiers programmes informatiques sont souvent et uniquement des applications militaires, que ce soit pour la gestion des ressources, des calculs balistiques ou l'étude de tactiques militaires. Ces simulations sont destinées à un usage sérieux,.
Le secret de ces recherches rend difficile l'accès aux informations concernant ces jeux. Cependant, les premières simulations connues datent de juin 1952 et du début de l'année 1953, et sont destinées à l'armée de l'air américaine. Elles fonctionnent sur un ordinateur ADDC (Automatic Data Direction Control) nommé Project Simulator, basé sur un IBM 701. La première simulation connue date de 1952, et permet d'étudier les mécanismes de prise de décision des pilotes, vis-à-vis des informations en provenance des stations de surveillance aérienne. Elle est développée par Robert Chapman, Allen Newell et Bill Bief, des employés de la RAND Corporation, un centre de recherche américain généraliste à but non lucratif, financé par des fonds aussi bien publics que privés. L'armée est ravie de ces premiers tests, ce qui permet à la Rand Corporation de se développer en mettant sur pied, en 1955, une division appelée System Development Division (au départ System Training and Programming Division) pour déployer le système d'entrainement appelé STP (pour System Training Project). En 1957, cette division est scindée de la Rand Corporation et devient une société à part entière.
De nombreuses autres simulations sont créées, dont la plus emblématique est Hutspiel.

## Hutspiel
Hutspiel est un jeu de guerre sur ordinateur développé en 1955, qui permet d'expérimenter l'impact des armes nucléaires et des renforts aériens sur un champ de bataille mondial. Il oppose les forces armées de l'OTAN à celle de l'URSS, replaçant uniquement deux joueurs dans une bataille fictive (cependant envisageable à l'époque) qui se déroule le long du Rhin, alors que les armées soviétiques tentent d'envahir l'Europe par un front d'à peu près 250 km (150 miles),,.

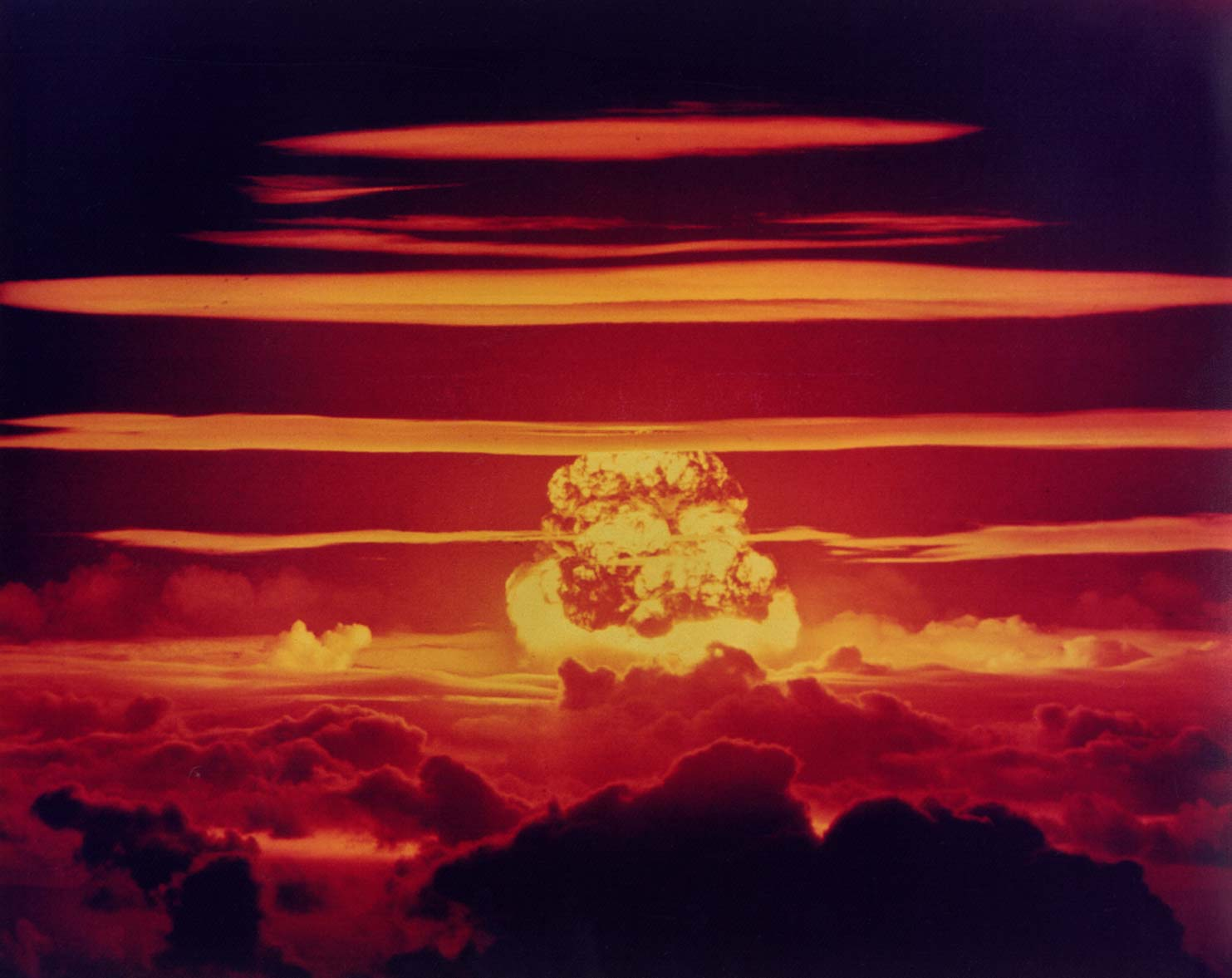
Hutspiel est une simulation militaire datant de 1955, qui permet d'expérimenter l'impact des armes nucléaires et des renforts aériens sur un champ de bataille mondial (test d'arme nucléaire Dakota réalisé à Eniwetok).

Chaque joueur dispose d'un certain nombre d'unités terrestres, aériennes et nucléaires, mais aussi d'un ensemble de bâtiments de réserve. Chaque joueur doit gérer l'approvisionnement en munitions et en essence de ses armées. Le jeu se déroule au tour par tour, chaque joueur renseignant ses ordres. L'ordinateur calcule alors l'équivalent d'une journée de combats, puis communique le résultat aux deux adversaires. Une partie classique comprend entre 30 et 90 tours de jeu.
L'ordinateur met environ une seconde pour réaliser ses calculs, « ce qui est honorable », compte tenu du nombre relativement important de variables. Cette vitesse d’exécution est permise par la plate-forme, un ordinateur appelé Goodyear Electronic Differential Analyser (GEDA), un ordinateur analogique et beaucoup plus performant qu'un ordinateur numérique. Le GEDA se contrôle directement par des boutons et n'utilise pas de cartes perforées, à l'opposé des imposants ordinateurs digitaux de l'époque. Hutspiel est développé par Operation Research Office (ORO), un centre de recherche financé par l'armée, mais qui est dirigé par l'université Johns-Hopkins. Le jeu est construit sur les précédentes simulations fonctionnant sur le GEDA, des exercices de localisation de pièces d'artillerie et de tirs de missiles sur des cibles potentielles.
L'ORO est dissout en 1961 après l'arrêt de la collaboration entre l'armée et l'université Johns-Hopkins la même année, et remplacé par la suite par le Research Analysys Corporation (RAC), qui reprend tous les projets et une grande partie des employés, jusqu'à sa fermeture en 1972. Ces deux centres de recherche ont un rôle considérable dans la création de simulations militaires utilisées à des fins stratégiques,.

## Autres simulations militaires
Par la suite, d'autres jeux notables sont créés, en particulier les simulations de batailles navales intitulées NEWS (acronyme de Naval Electronic Warfare Simulation) en 1958, ou Theaterspiel en 1964, une sorte de version améliorée d’Hutspiel fonctionnant cependant sur l'UNIVAC Scientific (UNIVAC 1103A). Ces simulations intègrent des algorithmes beaucoup plus complexes, qui rallongent les temps de traitement et qui prennent par exemple pour ce dernier près de quinze minutes de calculs par tour. À cela s'ajoute le temps passé à créer les cartes perforées nécessaires à l'ordinateur, ainsi que leur vérification, ce qui porte la durée à environ une heure par tour.
Durant les années 1960, plusieurs jeux sont créés sous la commande de la Joint War Games Agency. Cette section de l'armée américaine est destinée à l'utilisation de ces simulations militaires, comme T.E.M.P.E.R.: The Cold-War, utilisée par les officiers de l'armée afin d'étudier le conflit de la guerre froide à l'échelle mondiale. T.E.M.P.E.R. est créée en 1961 par une équipe dirigée par Clark Abt, qui par la suite, crée sa propre entreprise (Abt Associates), afin de développer des jeux, par exemple ARPA-AGILE COIN GAME en 1965, qui simule un conflit révolutionnaire interne dans un pays. Ces jeux représentent une première évolution vers des modèles de simulation plus complexes, utilisés pour l'évaluation tactique comme CARMONETTE (lancé en 1953), qui devient le pilier de l'analyse de combat de l'armée américaine pendant plusieurs années,.

## Simulations militaires Sigma

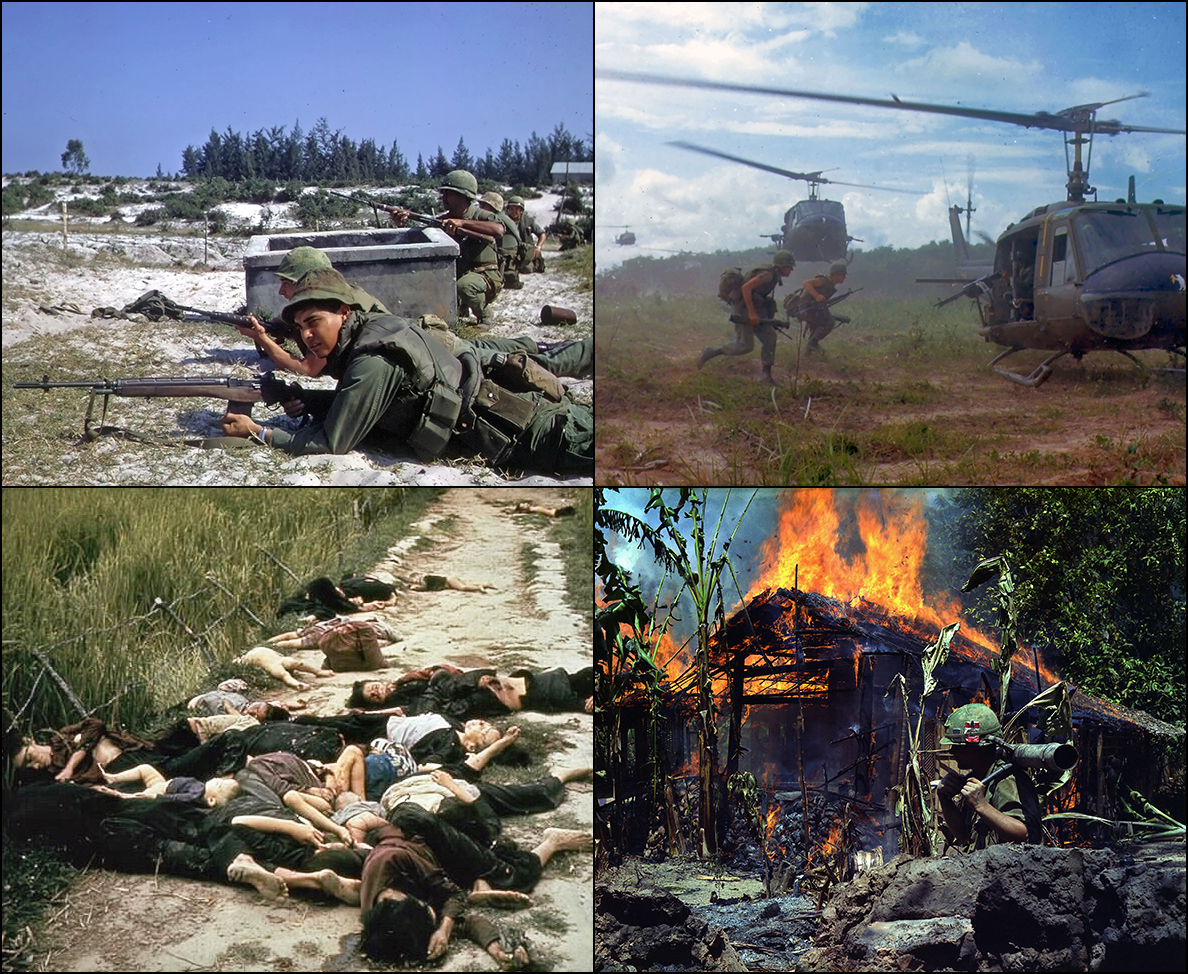
Au cours des années 1960, le Pentagone réalise toute une série de simulations militaires afin d'élaborer des stratégies sur la conduite de la guerre du Viêt Nam alors en plein essor.

Les simulations militaires Sigma (en), classifiées hautement confidentielles, sont une série de jeux de guerre joués sur ordinateur au Pentagone au cours des années 1960 par les autorités militaires, dans le but d'élaborer des stratégies sur la conduite de la guerre du Viêt Nam alors en plein essor. La RAND Corporation réalise certains de leurs scénarios. Les jeux sont conçus pour refléter les conditions de l'époque en Indochine, afin de prévoir les événements à venir dans la région. Ils sont joués par de hauts fonctionnaires tenant les rôles de personnages nationaux et étrangers et sont choisis pour leur savoir-faire concernant ceux qu'ils incarnent. Durant le déroulement de la partie, un contrôleur est chargé de superviser les deux camps. Les équipes bleues et rouges sont respectivement les forces amies et ennemies, comme traditionnellement dans les jeux de guerre. En outre, plusieurs équipes plus petites sont parfois intégrées aux deux équipes principales. Parfois lors de certaines parties, l'équipe rouge regroupe l'équipe jaune, représentant la République populaire de Chine, l'équipe marron représentant la République démocratique du Viêt Nam, l'équipe noire pour les Viet Cong, et la verte pour l'URSS. La préparation de ces simulations est assez longue. Une équipe d'environ quarante-cinq personnes imagine et développe les scénarios. Le jeu effectif demande la participation de trente à trente-cinq personnes. Quatre à cinq simulations ont été effectuées par an, sollicitées secrètement par le ministère américain des Affaires étrangères, la CIA et des dirigeants militaires de premier plan. À l'instar des autres plans militaires, les jeux ont été menés dans un environnement classé secret et les détails et les résultats des jeux n'ont pas été publiés en dehors des cercles de politique de sécurité nationale des États-Unis. Les simulations les plus notables sont Sigma I-64 et Sigma II-64, réalisées en 1964 et qui prévoient une défaite des armées américaines, mais aussi des problèmes de politique intérieure aux États-Unis,,,. Rétrospectivement, les résultats obtenus par les simulations Sigma ressemblent à une feuille de route que les autorités militaires auraient suivie jusqu'à la défaite. Cependant, ces jeux n'ont eu aucun effet sur les décisions politiques prises ou sur la stratégie utilisée durant les opérations au Viêt Nam.

## Simulations économiques dans le domaine civil
D'un autre côté, le RAC réalise également une série de simulations non-militaires, destinées à une application civile, le commerce. Au début des années 1950, la Rand Corporation avait développé un jeu de papier et crayon appelé MONOPLOGS permettant d'apprendre la logistique en gérant le système d'approvisionnement de l'U.S. Air Force. MONOPLOGS plait tellement à l'American Management Association (AMA), une association américaine de formation et de conseil en gestion commerciale, qu'une équipe est montée en 1956, regroupant des personnes aussi bien originaires de la Rand Corporation que d'IBM. L'entreprise inaugure donc un nouveau laboratoire nommé Logistics Systems Laboratory afin de développer des jeux pour ordinateur qui permettent d'entrainer le personnel, comme la première simulation datant de 1957 appelée LP-I. Cette équipe crée en mai 1957 une simulation intitulée The Top Management Decision Simulation, programmée sur un IBM 650. Cette série de simulations, connue sous le nom d’American Management Association Games et datant de 1964, regroupe des jeux de gestion se jouant au tour par tour. La première simulation de la série met en concurrence cinq entreprises, dirigées par des joueurs humains. Chaque joueur peut placer une douzaine de produits sur le marché en influant sur certains paramètres tels que le prix de vente, le coût de production, l'investissement publicitaire… Le programme se charge de calculer les résultats de chaque produit et imprime la « position » de chaque entreprise. Les joueurs peuvent décider de dépenser tout ou partie de leur budget en recherche, en développement, en production, en marketing ou ajuster le prix de leurs produits. Après quarante tours de jeu, l'entreprise qui a réalisé le plus grand bénéfice est déclarée vainqueur.
Les simulations militaires suscitent également l'intérêt pour la création de jeux beaucoup plus évolués nécessitant peu d'interventions humaines, tels que The Management Game en 1958, élaboré par Carnegie Tech à Pittsburgh. C'est un jeu de gestion d'entreprise simulant une bataille de marché entre trois fabricants de détergents. Comme dans un jeu de gestion typique, les joueurs étudiants de seconde année peuvent décider de la recherche, de la production, des finances, mais aussi des budgets publicitaires, du personnel et de la distribution. Le jeu se déroule durant deux semestres et simule trois années d'activité des entreprises. The Management Game fait l'objet d'une mise à jour importante en 1986 et continue à être utilisé dans les années 2010, ce qui en fait le jeu sur ordinateur le plus longtemps utilisé. Le jeu permet aussi de jouer contre d'autres universités de par le monde,,,.

## Postérité
Si l'on a pu retrouver de nombreux documents concernant d'autres créations précurseuses dans le domaine vidéoludique depuis la fin des années 1940, ces simulations ne sont cependant pas accessibles au public et il est difficile d'obtenir des informations sur leur existence ou leur utilisation,. Il apparaît cependant qu'elles se focalisent sur la complexité algorithmique plutôt que sur les aspects ergonomiques, à l'opposé du Nimrod et surtout d’OXO, qui offrent un confort maximal, avec un panneau de commande dédié, une affichage pédagogique et pour ce dernier un affichage visuel sur écran électronique. Par exemple, le Hutspiel et ses descendants sont dotés d'interfaces rédhibitoires utilisant des cartes perforées et les résultats du jeu sont imprimés. Ces jeux s'opposent aussi du point de vue du gameplay, le Nimrod et OXO proposant l'adaptation d'un simple jeu basique, comme le jeu de Nim et le tic-tac-toe, alors les simulations sont particulièrement complexes. Toutes ces simulations militaires ne peuvent pas être considérées comme des jeux vidéo, dans la mesure où un humain doit interpréter les ordres des joueurs et les résultats, et les ordinateurs ne gèrent que les choix des ennemis. Ces programmes sont cependant destinés à un usage militaire et il faut attendre les années 1970 pour voir apparaître, sur ordinateur central, les premiers wargame visant à divertir,.
Au début des années 1960, près de quatre-vingt-dix simulations sont utilisées. Elles peuvent être considérées comme les ancêtres des jeux de gestion qui se développent sur les ordinateurs personnels au début des années 1980.